# Synagogue de Remagen (1869-1938)

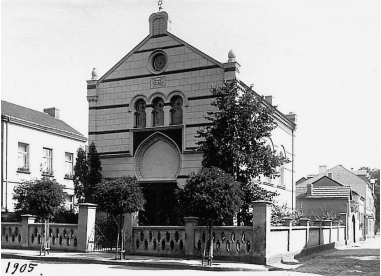
La synagogue de Remagen en 1905

La synagogue de Remagen, inaugurée en 1869, a été détruite en 1938 lors de la nuit de Cristal comme la plupart des autres lieux de culte juif en Allemagne.
Remagen est une ville allemande de Rhénanie-Palatinat dans l'arrondissement d'Ahrweiler sur la rive occidentale du Rhin, à environ 25 km au sud de la ville de Bonn. Elle compte actuellement près de 17 500 habitants.

## Histoire de la communauté juive

### Le Moyen Âge et le début de l'installation des Juifs
Les Juifs ont vécu à Remagen dès le Moyen Âge. Ils sont victimes de massacres en 1298 lors du pogrom de Rintfleisch et lors de la peste noire en 1348-1349 où ils sont accusés d'avoir empoisonné les puits. Dans les documents d'époque on trouve le nom de Samson ben Gerschon de Remagen et de sa femme Dileia, qui ont acheté une partie de maison en 1318 et une autre maison en 1326 dans le quartier juif de Cologne. On mentionne en 1340 un Nathan de Remagen. Après les persécutions dues à la peste noire, les Juifs se sont probablement réinstallés dans la ville vers 1400. Ils obtiennent en 1398, 1401 et 1409, des lettres de protection leur permettant de vivre à Remagen et à Sinzig. D'autres Juifs sont mentionnés dans la première moitié du XVe siècle. En 1424, des Juifs expulsés de Cologne ont pu également s'y installer.

### La nouvelle communauté jusqu'à l'avènement du nazisme
L'émergence de la communauté moderne remonte aux XVIIe et XVIIIe siècles. En 1724 quatre familles juives sont mentionnées dans la ville ; En 1808, il y a 35 résidents juifs. Le plus grand nombre de résidents juifs est atteint vers 1860, avec 62 personnes en 1858 et 64 en 1863, réparties en 14 familles. Après ces dates, le nombre de Juifs à Remagen chute en raison de l'émigration vers l'étranger ou le départ vers les grandes villes allemandes, de sorte qu'en 1895 ainsi qu'en 1925, on ne compte seulement 31 Juifs résidant en ville. Les juifs habitant Oberwinter, situé 5 km au nord de Remagen, soit en 1864 4 familles avec 20 personnes, font également partie de la communauté de Remagen.
La communauté est bien installée et comprend une synagogue, une école religieuse en association avec les communautés voisines, un Mikvé (bain rituel) et deux cimetières, un ancien qui au XIXe siècle ne reçoit plus d'enterrement et un nouveau. Dans la seconde moitié du XIXe siècle, vers 1880-1895, l'école religieuse est commune aux communautés de Remagen, de Sinzig (5 km au sud de Remagen) et de Niederbreisig (10 km au sud de Remagen). En 1908, un professeur commun de religion est employé pour les enfants des communautés de Remagen, Sinzig et Niederzissen (15 km au sud de Remagen). En plus de l'instruction religieuse, les enfants juifs fréquentent les écoles chrétiennes locales des localités respectives.
Au milieu des années 1920, la communauté juive se compose de neuf familles. Les dirigeants de la communauté sont Moritz Fassbender et Gustav Meyer. Les cinq écoliers juifs restants reçoivent une instruction religieuse du professeur David Würzburger de Linz am Rhein, situé à 5 km à l'ouest de Remagen, sur l'autre rive du Rhin.
Au milieu des années 1920, la communauté juive de Remagen avec celle de Sinzig forte de  39 habitants juifs en 1925, forme un Synagogenbezirk (district synagogal) avec les communautés de Löhndorf et de Bodendorf, comptant à elles deux 12 résidents juifs en 1925. En 1932, Moriz Fassbender est le président de la communauté, H. Bär son adjoint et A. Meyer le responsable à Sinzig. Martin Stiebel en tant qu'enseignant de religion, se rend régulièrement à Remagen d'Andernach, situé à 25 km au sud de Remagen, , bien qu'au cours de l'année scolaire 1932-1933, il n'y a plus qu'un seul enfant juif d'âge scolaire à Remagen.
Jusqu'en 1933, certains commerces sont détenus par des Juifs, comme: le magasin de vente en gros de maroquinerie de Jonas Fassbender; le magasin de cigares de Jonas Levy; le magasin d'articles d'occasion de Aaron (dit: Markus) Marx; la boucherie Bär ainsi que la jardinerie Levit.

### LaChevra Kadisha
Deux associations sont actives à Remagen, la Chevra Kadisha (Société du dernier devoir) fondée en 1837, qui s'occupe des personnes décédées jusqu'à leur enterrement religieux et accompagne leurs proches, et la Israelitischer Wohltätigkeits-Verein (Association caritative israélite), créée en 1888 et issue de la Chevra Kadisha. Cette dernière prendra quelques années plus tard le nom de Verein zur Förderung des Handwerks unter den Juden (Association pour la promotion de l'artisanat chez les Juifs). Première association juive de la région à s'occuper de la formation des enfants à l'artisanat, elle compte 219 membres en 1892 et environ 200 dans les années 1920, non seulement de Remagen et des villes voisines, mais même de Bonn et de Cologne.
Dans son rapport annuel de 1894, l'association note qu'un "haut corps législatif" se prépare à restreindre le colportage et le commerce du bétail dont vivent particulièrement de nombreux Juifs. Dès lors, le but de l'association permettant aux jeunes juifs de recevoir une formation professionnelle, prend une importance toute particulière. L'avocat Gottschalk de Cologne, profite de l'assemblée générale pour demander une révision des statuts et éventuellement le transfert du siège de l'association de Remagen vers une grande ville rhénane. En 1895, les dépenses de formation financées par les cotisations des membres s'élèvent à 800 marks-or. Lors de son assemblée générale du 22 juin 1902, l'Association caritative décide d'étendre son rayon d'action aux communautés juives de la région administrative de Coblence, et en 1903, elle publie un encart dans les journaux juifs:  
« On recherche des garçons et des filles de parents juifs pauvres, qui ont le désir et la capacité d'exercer un métier ou des professions techniques ou agricoles, afin de leur permettre d'apprendre un tel métier, ou de soutenir leurs parents ou tuteurs à cet effet par des conseils et des moyens financiers. »
L'association est alors dirigée par Moritz Fassbender de Remagen, président; A.J. Wolf de Remagen, vice-président et de Mrs Abraham Gottschalk d'Ahrweiler, Daniel Wallach et Hermann Hirsch de Linz, et S. Sander d'Erpel. Il est également demandé que les artisans juifs qui acceptent de laisser leurs apprentis juifs exercer leurs pratiques religieuses pendant leur formation soient signalés.
En 1913, un fonds de prêt est mis en place pour aider les jeunes artisans à créer leur propre entreprise
Concernant le nombre d'apprentis, on relève: pour 1891-1892, pour la première fois 2 garçons et 2 filles élevés et formés aux frais de l'association; en 1913 on compte 2 couturières, 3 cordonniers, 2 boulangers, 1 jardinier, 2 bouchers; L'activité de l'association a perduré jusqu'en 1938, mais les archives font défaut.
En 1924 le président de la Chevra Kadisha est Moritz Fassbend et en 1932 Carl Hirsch de Sinzig.

### Le nazisme et la fin de la communauté
En 1933, à l'arrivée au pouvoir d'Hitler, on compte encore 25 habitants juifs à Remagen. Plusieurs d'entre eux vont, jusqu'en 1940, quitter la ville en raison du boycott économique, de la privation de leurs droits et des représailles. La synagogue est détruite lors de la nuit de Cristal du 9 au 10 novembre 1938. Les hommes de la SA brisent les vitrines des magasins Fassbender et Levy et détruisent leurs présentoirs. Les fenêtres de l'appartement de la famille Fassbender et de la maison Marx sont également brisées.
En avril et juillet 1942, les 14 derniers résidents juifs de la ville sont regroupés dans trois Judenhäuser (maisons juives) avant d'être déportés vers les camps de la mort.
Le mémorial de Yad Vashem de Jérusalem et le Gedenkbuch - Opfer der Verfolgung der Juden unter der nationalsozialistischen Gewaltherrschaft in Deutschland 1933-1945 (Livre commémoratif – Victimes des persécutions des Juifs sous la dictature nazie en Allemagne 1933-1945) répertorient 28 habitants nés, ou ayant vécu longtemps à Remagen parmi les victimes juives du nazisme.

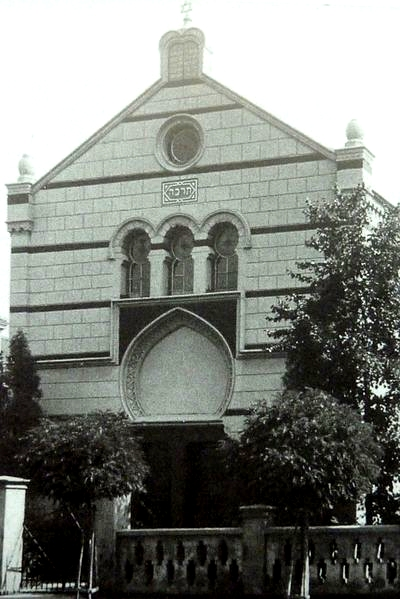
La synagogue de Remagen

## Histoire de lasynagogue
Au XVIIIe siècle, les Juifs devaient certainement se rassembler dans des maisons particulières pour célébrer les offices. En 1819, Gottfried Cahn installe une salle de prière au rez-de-chaussée de sa maison à l'angle de la Bachstrasse et de la Kirchstrasse. Comme le nombre de membres de la communauté juive ne cesse d'augmenter, la communauté juive prévoit vers 1860, de construire une synagogue. La salle de prière de la maison de Cahn est décrite en 1862 comme inadaptée, trop petite et insalubre et dans un état misérable totalement indigne du culte. Les ressources financières des familles juives de Remagen n'étant pas suffisantes, une collecte à domicile officiellement agréée est effectuée dans les communautés juives de la province du Rhin. La communauté achète un terrain pour 400 thalers et en 1865, le conseil municipal de Remagen accorde une subvention de 50 thalers pour la construction, afin que les travaux puissent commencer la même année. Le bâtiment est érigé sur les douves, en face de la prison. Pour son inauguration, la ville offre 10 thalers supplémentaires.
La synagogue est officiellement inaugurée le 21 aout 1869. Le journal local Bonner Zeitung décrit la cérémonie:
« La communauté israélite de Remagen a célébré la fête de la dédicace de sa nouvelle synagogue le vendredi 20 août et les deux jours qui suivirent. Le premier jour, à 3 heures de l'après-midi, les membres de la communauté, ainsi que les deux conférenciers principaux, les rabbins M. Auerbach de Bonn et M. Ben Israel de Coblence, se sont rendus à l'ancienne synagogue. Ici, après la fin du service d'adieu, les rouleaux de la Torah ont été sortis de leur casier et transportés en procession vers la nouvelle synagogue. Le cortège était précédé de garçons portant de petits drapeaux, suivis du porteur de la clé, accompagné de chaque côté de dames en robes blanches, auxquels se sont joint un corps de musique, les porteurs de la Torah, entourés de filles avec des guirlandes, les deux rabbins et les chantres. Les maires de Remagen et de Sinzig sont ensuite apparus dans le cortège, suivis des conseillers municipaux, de divers invités d'honneur, du conseil d'administration et des autres membres de la communauté israélite. Toutes les maisons des rues traversées par le cortège, ainsi que l'hôtel de ville, ont été décorées de manière festive, et là aussi les habitants de Remagen ont une fois de plus démontré avec brio leur saine citoyenneté, qui fait fi des préjugés médiévaux.
 Après l'arrivée du défilé sur la place devant la nouvelle synagogue, le porteur de clé a remis la clé au maire Beinhauer avec une adresse appropriée. Le maire a ensuite prononcé un discours à l'assemblée concernant les festivités en termes très dignes, puis a remis la clé au grand rabbin de Bonn pour ouvrir la nouvelle synagogue. À l'intérieur, deux discours ont été prononcés par les deux rabbins susmentionnés.
Les deux jours suivants, après l'office, concerts et bals se sont déroulés de manière brillante, auxquels, outre les habitants de Remagen, participèrent un grand nombre d'invités étrangers. Toute la célébration s'est déroulée de la manière la plus joyeuse et la plus solennelle dans des conditions météorologiques favorables, et l'honorable comité des fêtes mérite des remerciements les plus chaleureux pour ses excellents arrangements. La communauté israélite, comme les autres habitants de Remagen, gardera longtemps de bons souvenirs de cette belle et rare fête. »
Le magazine juif Der Israelit de tendance orthodoxe, après avoir décrit la cérémonie, ne se gêne pas pour accabler la communauté juive de Remagen de tendance réformiste pour ses manquements aux règles strictes du judaïsme: 
« …Nous aimerions profiter de cette occasion pour attirer l'attention sur deux maux : 1. Il n'est pas bon de consacrer une synagogue un jour de shabbat, car cela entraîne presque toujours de nombreuses profanations de shabbat. 2. Les bals organisés en de telles occasions, et il y en eut quatre à Remagen, ne conviennent nullement à la célébration d'un tel acte. Nous avons souligné ce dernier fait à plusieurs reprises, provoquant ainsi la colère des amateurs de danse; en effet, on nous a écrit des lettres pleines d’insultes, et on nous a dit sans horreur qu'à la suite de l’expression de telles opinions, on allait cesser de souscrire à Der Israelit. Ni l’un ni l’autre ne nous affectera de quelque manière que ce soit, et rien ne pourra nous empêcher de dire la vérité sur ses péchés à notre peuple »
La synagogue est restée le centre de culte des familles juives vivant à Remagen et dans les environs jusqu'aux années 1930. Lors de la nuit de Cristal de novembre 1938, la synagogue est vandalisée puis incendiée par des SS de Neuenahr et d'Ahrweiler. Les pompiers rapidement alertés, ne sont autorisés qu'à veiller à ce que le feu ne se propage pas à d'autres bâtiments, notamment à la poste voisine. L'étoile de David en fer forgé qui couronnait le pignon est conservée par Christian Hillen, un employé de la ville, affecté à la surveillance des décombres fumant. Le lendemain, il ramène l'étoile chez lui. Sa veuve la cède à la ville en 1996.
Les ruines de la synagogue sont vendues par la communauté juive le 9 mai 1939 pour 2 500 Reichsmarks à la poste de Coblence.
Lors du bombardement de la ville en 1944-1945, les ruines calcinées, ainsi que les maisons voisines sont rasées. Un parking est construit sur la propriété en 1964.

## Commémoration

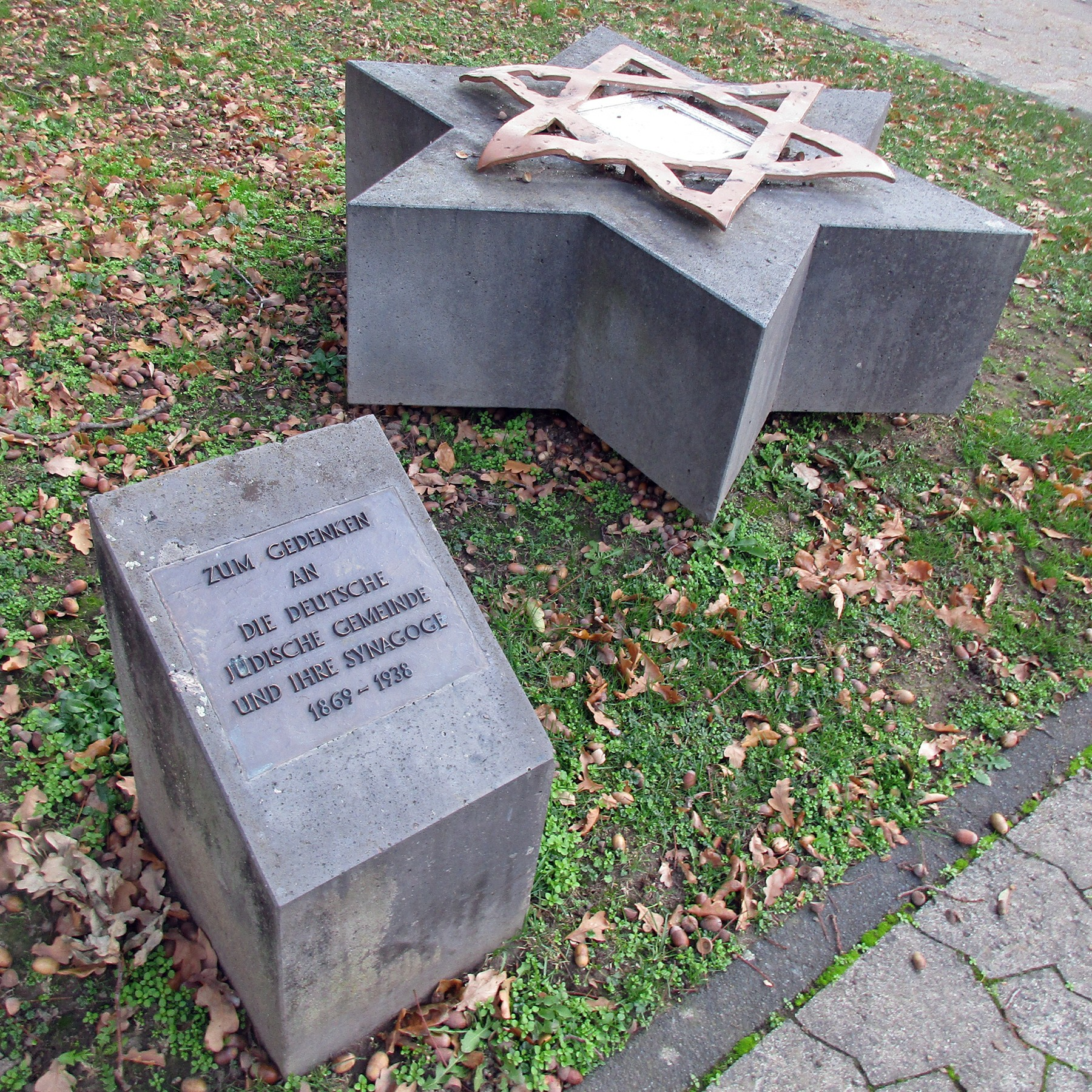
Mémorial pour la synagogue et les membres de la communauté juive assassinés

En 1984 une plaque commémorative est apposée sur l'ancien bureau de poste.
Le 10 novembre 1999, 61 ans jour pour jour après la nuit de Cristal, le mémorial de la synagogue de Remagen est inauguré, créé par l'artiste verrier Horst Mölleken, qui vivait alors à Remagen. Dans la nuit orageuse du 26 octobre 2000, la stèle de verre de 3,45 mètres de haut, fixée sur une base de seulement 30 par 30 centimètres, tombe et se brise.
En novembre 2003, un nouveau mémorial conçu par Markus Munzer et Gregor Caspers est inauguré au même endroit. Composé de deux parties, l'une représente une étoile de David en métal, et l'autre porte une plaque avec l'inscription en allemand:
« Zum Gedenken an die deutsche jüdische Gemeinde und ihre Synagoge 1869 – 1938
(En mémoire de la communauté juive allemande et de sa synagogue 1869 - 1938) »
Le 1er décembre 2008, l'artiste de Cologne Gunter Demnig pose quatre Stolpersteine (pierres d'achoppement) devant les maisons des 59 et 60 Marktstraße dans la zone piétonne de Remagen, destinées à commémorer neuf Juifs de Remagen déportés et assassinés en 1942  